# Liandratita
La liandratita és un mineral de la classe dels òxids. Rep el nom en honor de Georges Liandrat, professor francès de Samoëns, França, per les seves destacades activitats de prospecció a Madagascar.

## Característiques
La liandratita és un òxid de fórmula química U6+Nb₂O₈. Va ser aprovada com a espècie vàlida per l'Associació Mineralògica Internacional l'any 1975. Cristal·litza en el sistema trigonal. La seva duresa a l'escala de Mohs és 3,5.
Segons la classificació de Nickel-Strunz, la liandratita pertany a «04.DH: Òxids amb proporció Metall:Oxigen = 1:2 i similars, amb cations grans (+- mida mitjana); plans que comparteixen costats d'octàedres» juntament amb els següents minerals: brannerita, ortobrannerita, thorutita, kassita, lucasita-(Ce), bariomicrolita, bariopiroclor, betafita, bismutomicrolita, calciobetafita, ceriopiroclor, cesstibtantita, jixianita, hidropiroclor, natrobistantita, plumbopiroclor, plumbomicrolita, plumbobetafita, estibiomicrolita, estronciopiroclor, estanomicrolita, estibiobetafita, uranpiroclor, itrobetafita, itropiroclor, fluornatromicrolita, bismutopiroclor, hidrokenoelsmoreïta, bismutostibiconita, oxiplumboromeïta, monimolita, cuproromeïta, stetefeldtita, estibiconita, rosiaïta, zirconolita, petscheckita, ingersonita i pittongita.

## Formació i jaciments
Va ser descoberta a la pegmatita Antsakoa I, al camp de pegmatites de Berere, situat al districte de Tsaratanàna, a la regió de Betsiboka (Província de Mahajanga, Madagascar). També ha estat descrita a Austràlia, Suècia, Noruega i els Estats Units.